# Cenicientos
Cenicientos är en kommun i Spanien. Den ligger i den autonoma regionen Madrid, i den centrala delen av landet, 70 km väster om huvudstaden Madrid. Antalet invånare är 2 148 (2024).